# Barbariga (Kroatien)
Barbariga ist ein kroatischer Ferienort und Ortsteil der Siedlung Peroj in Istrien und gehört zur Verwaltungseinheit der Gemeinde Vodnjan.

## Geschichte
Auf dem einst als Atation bezeichneten Gebiet lassen sich Siedlungsreste bis zu den Römern verfolgen. Die Funde deuten auf zwei Villen sowie Gebäude zur Herstellung und Verarbeitung von Oliven und Wolle hin. Im Mittelalter wurde das Gebiet als Kap Cissana, nach der Stadt Cissa benannt, die der Legende nach im 8. Jahrhundert im Meer versank. Der heutige Name des Ortes leitet sich ab von der adeligen venezianische Familie Barbarigo ab. Die heutige Siedlung entstand in den 1980er Jahren, als zweietagige Reihen- und Ferienhäuser erbaut wurden. Der Ort ist mehr oder weniger nur in den Sommermonaten als Feriendomizil bewohnt. 2006 gab es Bestrebungen, hier ein Luxus-Golf-Resort zu errichten. Diese Pläne wurden jedoch nie umgesetzt.

## Sehenswürdigkeiten
Bei archäologischen Ausgrabungen in den Jahren 2003 bis 2004 stieß man auf Siedlungsreste, die als Dragonera Nord und Dragonera Süd benannt wurden. Bei Dragonera Nord handelt es sich um eine weniger gut erhaltenen Siedlungsstruktur, die im 1. Jahrhundert v. Chr. gegründet wurde und bis ins 7. Jahrhundert n. Chr. überdauerte, dann aber niederbrannte. An der zweiten Fundstelle, deren Reste bereits im 19. Jahrhundert überbaut wurden, fand sich eine Villa in unmittelbarer Küstennähe, deren recht gut erhaltenen Überreste öffentlich zugänglich sind. Auch Anlagen für die Verarbeitung von Oliven wurden hier gefunden. Vermutlich wurde die Siedlung durch Überflutung aus dem Meer zerstört.
Auf der Gemarkung finden sich die Überreste eines prähistorischen Kastells, welches als Mandriol benannt wurde, sowie die Überreste einer dem heiligen Andreas geweihten frühchristlichen dreischiffigen Basilika aus dem 7. Jahrhundert mit Überresten von Mosaiken, Sarkophagen sowie Fundamenten. Die Funde wurden erst 1907 bei Ausgrabung entdeckt. Durch den Neubau der Kirche in Vodnjan 1456 wurde die Basilika wohl überflüssig und aufgegeben.
Noch vor der Basilika wurde die Kapelle von Betiga im 5. Jahrhundert errichtet, an die sich ein Kloster anschloss. Die Überreste der Kapelle mit dem Baptisterium aus dem 7. Jahrhundert sind noch zu sehen. Im Zuge einer Pestepidemie im 13. Jahrhundert erfolgte die Aufgabe der Anlage.
Aus der Zeit der K. und K. Monarchie existieren rund um Pula etliche Festungsanlagen, die in der Zeit von 1898 bis 1914 erbaut wurden. In Barbariga findet sich die 1904 erbaute Festung Fort Forno. Sie besteht aus einem Schutzbunker für die Besatzung, einer Beobachtungsstation sowie Batterien, die einst mit Kanonen des Kalibers 305 mm und 208 mm bestückt waren. Die Anlage verfügte auch über Scheinwerfer, um die Küste des Nachts auszuleuchten. Die Einrichtungen waren durch Wege miteinander verbunden. Das Innere der Anlagen ist nicht öffentlich zugänglich.

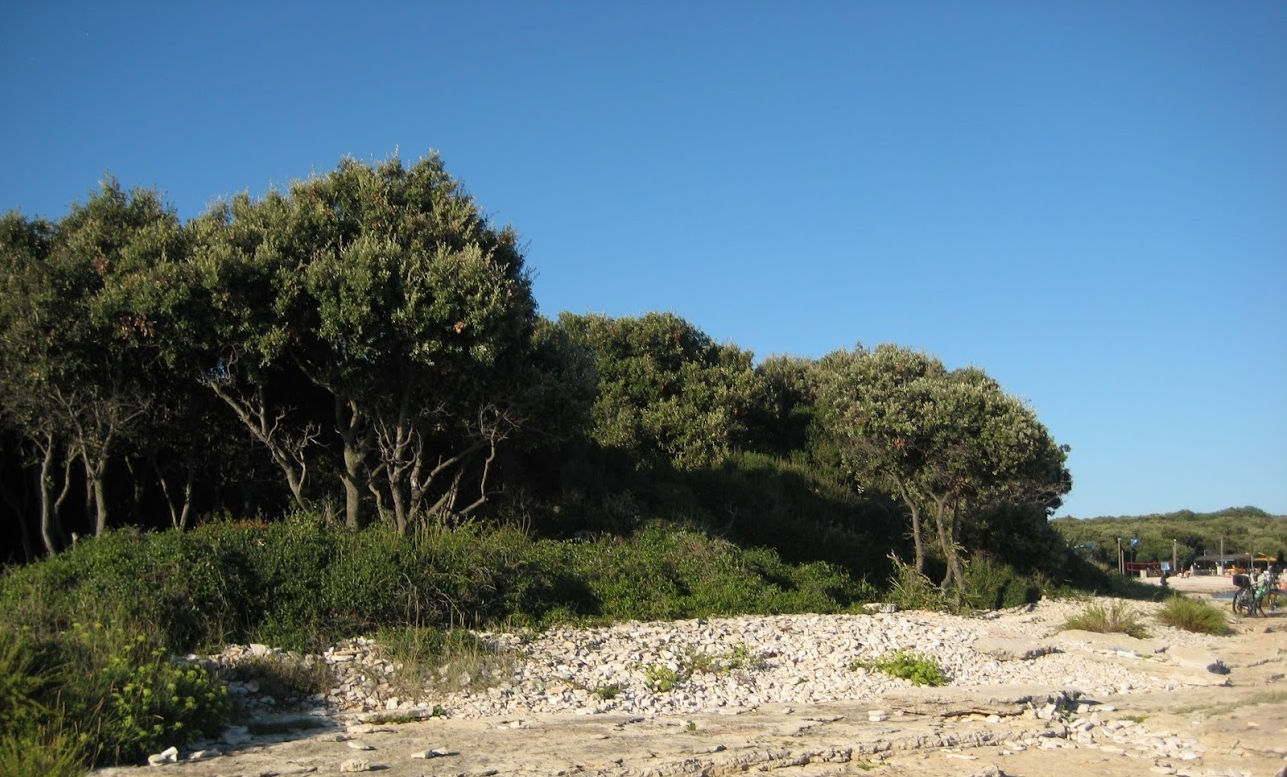
Küste von Barbariga
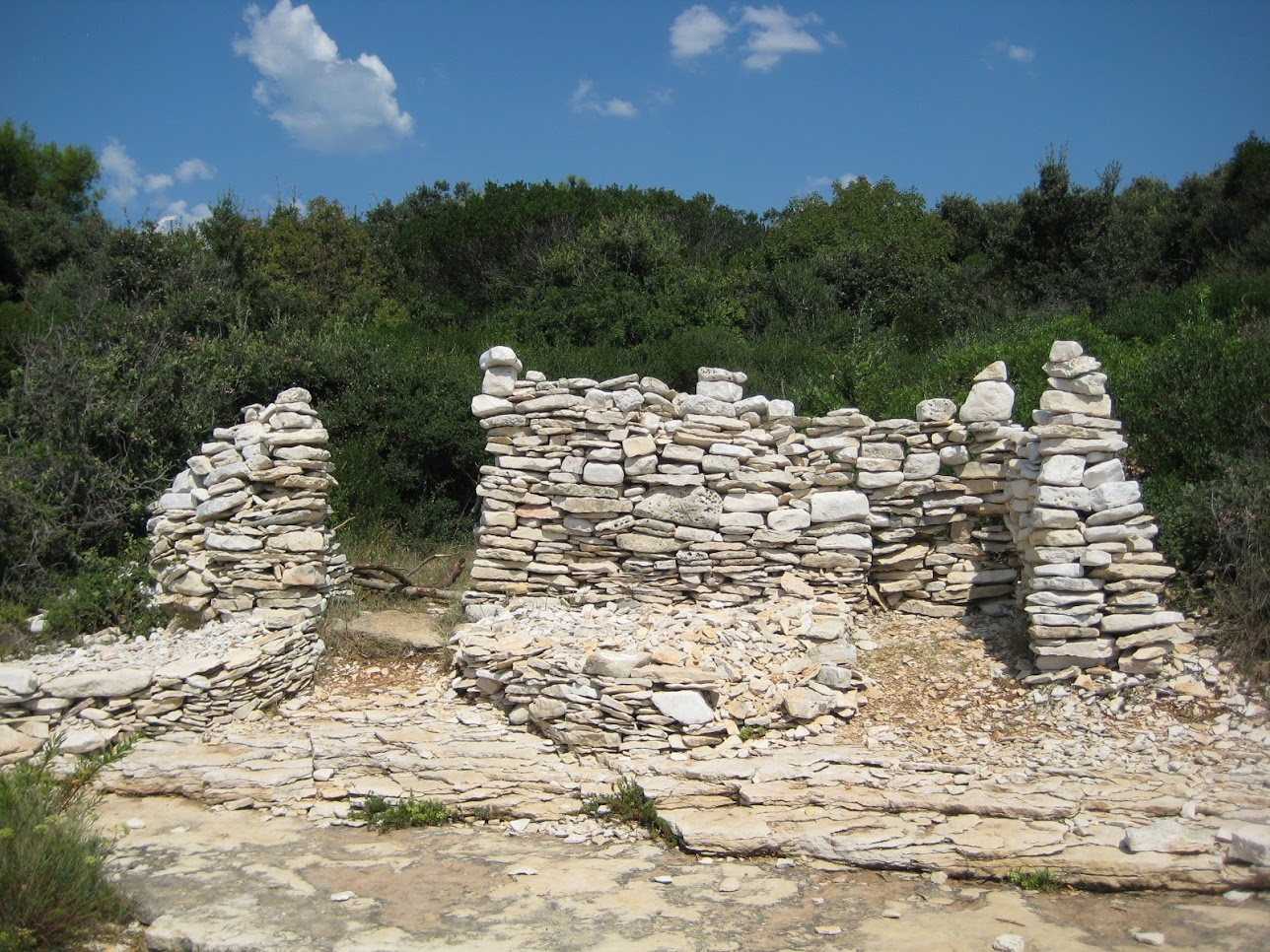
Ruinen in Strandnähe
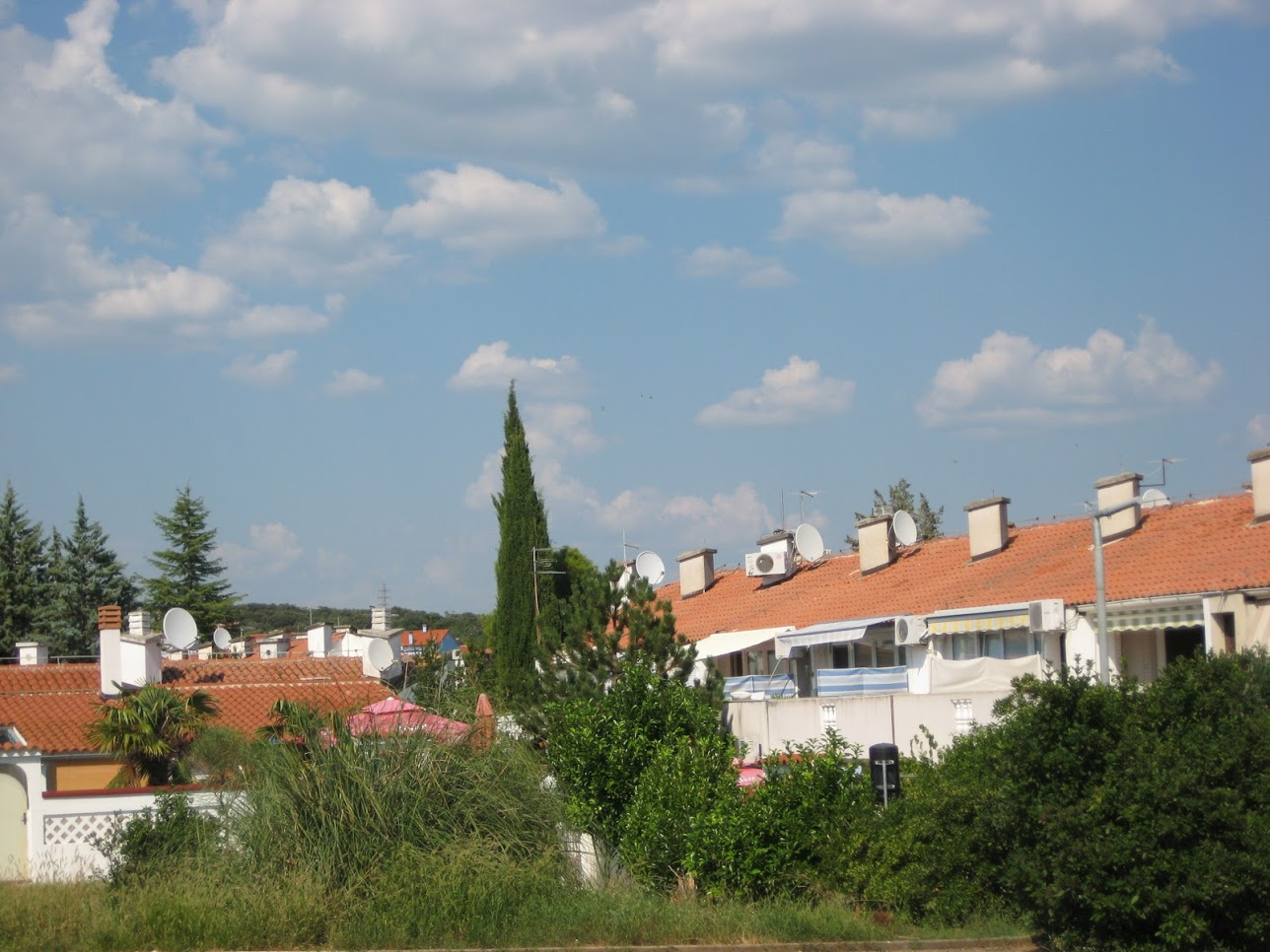
Ortsansicht der Siedlung
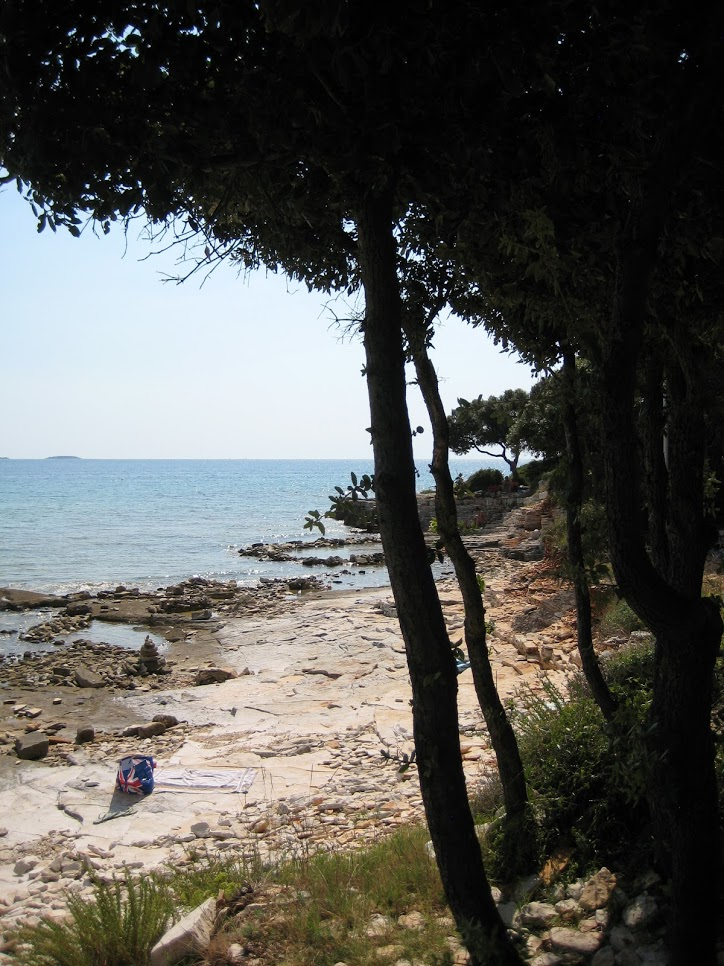
Strand